# Sailor Moon Eternal
Sailor Moon Eternal (jap. 美少女戦士セーラームーンEternal Bishōjo senshi Sērā Mūn Eternal) – dwuczęściowy japoński film anime, będący adaptacją czwartej części mangi Czarodziejka z Księżyca Naoko Takeuchi. Został wyprodukowany przez studio Toei Animation we współpracy ze Studio Deen. 
Pierwsza część filmu miała swoją premierę w dniu 8 stycznia 2021 roku, druga część zaś miesiąc później - 11 lutego 2021 roku. Premiera filmu na Netflix odbyła się 3 czerwca 2021 roku.

## Fabuła
Film skupia się na czwartej części mangi związanej z Cyrkiem Martwego Księżyca. W czasie zaćmienia księżyca Usagi i Chibiusa zauważają Pegaza, który przybywa z prośbą o pomoc. W międzyczasie w Tokio pojawia się tajemniczy cyrk zwany Cyrkiem Martwego Księżyca. Zadaniem grupy jest nie tylko zamiana sennych marzeń w koszmary, ale również zawładnięcie wszechświatem. Usagi, Chibiusa i reszta wojowniczek staje do walki z przeciwnikiem.

## Obsada

### Główni bohaterowie
- Kotono Mitsuishi jako Usagi Tsukino / Czarodziejka z Księżyca
- Hisako Kanemoto jako Ami Mizuno / Czarodziejka z Merkurego
- Rina Satō jako Rei Hino / Czarodziejka z Marsa
- Ami Koshimizu jako Makoto Kino / Czarodziejka z Jowisza
- Shizuka Itō jako Minako Aino / Czarodziejka z Wenus
- Ryō Hirohashi jako Luna
- Yōhei Ōbayashi jako Artemis
- Kenji Nojima jako Mamoru Chiba / Tuxedo Mask
- Misato Fukuen jako Chibiusa Tsukino / Sailor Chibi Moon
- Ai Maeda jako Setsuna Meiō / Czarodziejka z Plutona
- Junko Minagawa jako Haruka Tenō/ Czarodziejka z Urana
- Sayaka Ōhara jako Michiru Kaiō / Czarodziejka z Neptuna
- Yukiyo Fujii jako Hotaru Tomoe / Czarodziejka z Saturna
- Shōko Nakagawa jako Diana
- Yoshitsugu Matsuoka jako Pegasus/Helios[2][3]

### Wrogowie
- Shōta Aoi jako Rybie Oko
- Satoshi Hino jako Tygrysie Oko
- Toshiyuki Toyonaga jako Sokole Oko
- Yūko Hara jako JunJun/Sailor Juno
- Reina Ueda jako CereCere/Sailor Ceres
- Sumire Morohoshi jako PallaPalla/Sailor Pallas
- Rie Takahashi jako VesVes/Sailor Vesta
- Naomi Watanabe jako Cyrkonia
- Nanao jako królowa Nehellenia
- Yohei Azakami jako Xenotime
- Ryōhei Arai jako Ryōhei Arai

### Pozostałe postacie
- Kanami Taguchi jako Phobos
- Shime Yamane jako Deimos
- Naomi Shindō jako Pani Mizuno, matka Ami
- Hirohiko Kakegawa jako Pan Hino, dziadek Rei
- Mami Koyama jako Królowa Serenity

## Produkcja
Na stronie internetowej Bishōjo Senshi Sailor Moon Eternal (jap. 美少女戦士セーラームーン Bishōjo senshi sērā mūn Eternal) pojawiły się informacje o powstaniu dwuczęściowego filmu obejmującego wątek Cyrku Martwego Księżyca. Producentami filmu są Toei Animation i Studio Deen. Autorką projektu została Naoko Takeuchi, scenariusz napisał Kazuyuki Fudeyasu, autorką projektu postaci była Kazuko Tadano, film zaś wyreżyserowała Chiaki Kon. Dystrybutorem filmu była firma Toei.

## Wydanie
Pierwszy film miał swoją premierę 8 stycznia 2021 roku. Początkowo miał trafić do kin w Japonii 11 września 2020 roku, jednak z powodu pandemii koronawirusa studio Toei Animation zdecydowało się na opóźnienie daty jego premiery o cztery miesiące. Drugi film zadebiutował w kinach miesiąc później - 11 lutego 2021 roku. Dwuczęściowy film zadebiutuje premierowo w dniu 3 czerwca 2021 roku w płatnym serwisie Netflix.